# Petrașivka, Vinkivți
Petrașivka (în ucraineană Петрашівка) este localitatea de reședință a comunei Petrașivka din raionul Vinkivți, regiunea Hmelnîțkîi, Ucraina.

## Demografie
Componența lingvistică a localității Petrașivka
     Ucraineană (58,6%)
     Rusă (41,23%)
     Alte limbi (0,08%)
Conform recensământului din 2001, majoritatea populației localității Petrașivka era vorbitoare de ucraineană (58,6%), existând în minoritate și vorbitori de rusă (41,23%).